# L'Infini (poème)
Pour les articles homonymes, voir L'Infini.

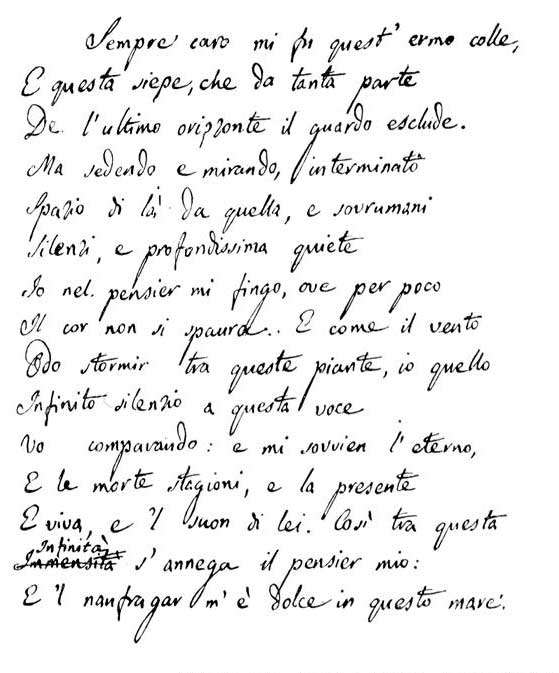
Le second manuscrit autographe de L'Infini.

L'infini (en italien L'infinito) est un poème de l'Italien Giacomo Leopardi.

## Composition
L'Infini a été écrit dans les années de la jeunesse du poète à Recanati (Italie), sa ville de naissance, probablement entre le printemps et l'automne 1819, et fut publié la première fois en 1825-1826 dans  la revue "Nuovo Ricoglitore". Le jeune Leopardi mène une vie solitaire dans la bibliothèque paternelle dont il dévore les ouvrages, tout en souhaitant constamment que la mort le délivre :

« Je suis mûr pour la mort. »

— Giacomo Leopardi, Petite Œuvres morales

## Forme
Le poème est composé de quinze hendécasyllabes, interrompus par nombreux enjambements. Sa structure complexe est proche d'une composition musicale.

### Texte originel
| L’INFINITO |
| Sempre caro mi fu quest’ermo colle, E questa siepe, che da tanta parte Dell’ultimo orizzonte il guardo esclude. Ma sedendo e mirando, interminati Spazi di là da quella, e sovrumani Silenzi, e profondissima quiete Io nel pensier mi fingo; ove per poco Il cor non si spaura. E come il vento Odo stormir tra queste piante, io quello Infinito silenzio a questa voce Vo comparando: e mi sovvien l’eterno, E le morte stagioni, e la presente E viva, e il suon di lei. Così tra questa Immensità s’annega il pensier mio; E il naufragar m’è dolce in questo mare. |
| |

### Traduction en français
| L’Infini |
| Toujours chères me furent cette colline déserte et cette haie qui, sur un long espace, cache au regard l’extrême horizon. Mais, m’asseyant et regardant, au delà de la haie j’imagine d’interminables espaces, des silences surhumains, un profond repos où peu s’en faut que le cœur ne s’effraie. Et comme j’entends bruire le vent à travers le feuillage, je vais comparant le silence infini à cette voix : et je me souviens de l’éternité, des siècles morts, du siècle présent et vivant et du bruit qu’il fait. Ainsi dans cette immensité s’anéantit ma pensée et il m’est doux de faire naufrage dans cette mer. |
| |

## Postérité
Ce poème a donné son titre à la revue et à la collection L'Infini fondée en 1983 par Philippe Sollers chez Gallimard.